# Przewłaszczenie na zabezpieczenie
Przewłaszczenie na zabezpieczenie – forma zabezpieczenia wierzytelności polegająca na przeniesieniu przez dłużnika prawa własności swojej rzeczy na wierzyciela. Przewłaszczenia na zabezpieczenie dokonuje się w formie umowy.

## Kształt stosunku
Przewłaszczenie na zabezpieczenie może występować w dwóch kształtach.
1. Dłużnik przenosi na wierzyciela własność swej rzeczy, a wierzyciel zobowiązuje się do przeniesienia własności tej rzeczy z powrotem na dłużnika po zaspokojeniu wierzytelności, często zobowiązując się do korzystania z rzeczy w ograniczonym umową zakresie. Do powrotnego nabycia własności przez dłużnika konieczna jest dodatkowa umowa.
2. Dłużnik przenosi własność rzeczy ruchomej na wierzyciela pod warunkiem rozwiązującym, którym jest zaspokojenie wierzytelności. Z tą chwilą własność rzeczy ruchomej automatycznie powraca do dłużnika.

## Przedmiot przewłaszczenia
W polskim ustawodawstwie brak jest jednolitej definicji przewłaszczenia na zabezpieczenie. Na gruncie polskiego prawa orzecznictwo dopuszcza tę formę zabezpieczenia co do rzeczy ruchomych. Przedmiotem przewłaszczenia na zabezpieczenie może być również zbiór rzeczy o zmiennym składzie, np. oznaczona ilość towarów danego gatunku. Problematyczną kwestią pozostaje dopuszczenie do przewłaszczenia nieruchomości na zabezpieczenie wierzytelności.

## Przewłaszczenie a zastaw
W przeciwieństwie do zastawu zwykłego (nie dotyczy zastawu rejestrowego) przewłaszczona rzecz pozostaje w posiadaniu dłużnika, który może posługiwać się nią na zasadach podobnych do użyczenia. Różnica ta nie występuje w przypadku zastawu rejestrowego.
Przewłaszczenie zapewnia korzyść wierzycielowi, przyznając mu uprawnienia dalej idące niż posiadałby przy zastosowaniu instytucji zastawu. Instytucja przewłaszczenia obniża ryzyko i koszty zabezpieczenia wierzytelności, gdyż rzecz będąca zabezpieczeniem staje się własnością wierzyciela.
Wierzytelność tak zabezpieczona była obejmowana układem upadłego z wierzycielami – art. 272 ust. 1 z konsekwencjami z art. 270 Prawa upadłościowego (Dz.U. z 2003 r. nr 60, poz. 535) – jednak z dniem 1 stycznia 2016 roku przepisy dotyczące tej kwestii zostały uchylone (przez art. 428 pkt 163 ustawy z dnia 15 maja 2015 r. Prawo restrukturyzacyjne (Dz.U. z 2024 r. poz. 1428).

## Alternatywa dla przewłaszczenia
Z uwagi na fakt, że przewłaszczenie i jego wykonanie w formie prawnej nie jest ujęte żadnymi przepisami w polskim prawie, podmioty udzielające pożyczek pod zastaw na zasadach obowiązujących zgodnie z zapisami Kodeksu cywilnego oraz opisanych w Ustawie o kredycie konsumenckim (Dz.U. z 2024 r. poz. 1497) proponują inne rozwiązania, którego celem jest udzielenie pożyczki oraz zabezpieczenie nieruchomości na hipotece. Praktykę taką stosują banki. Taka alternatywa dla przewłaszczenia daje bezpieczeństwo pożyczkobiorcy.

## Regulacje prawne
W polskim prawie brak jest przepisów regulujących tę instytucję expressis verbis. Wyjątkiem jest art. 101 ustawy Prawo bankowe (Dz.U. z 2023 r. poz. 2488) dopuszczający taką formę zabezpieczenia wierzytelności banku poprzez przeniesienie własności rzeczy ruchomych lub papierów wartościowych.

## Kontrowersje
Przedmiotem sporu jest kwestia dopuszczenia do przewłaszczenia nieruchomości na zabezpieczenie. Występują tu dwa główne poglądy.
1. Możliwość zastosowania tej formy co do nieruchomości de lege lata jest uznawane przez część doktryny i część orzecznictwa za niedopuszczalne. Pogląd ten opiera się głównie na założeniu, iż jest to ukryta forma przeniesienia własności nieruchomości z zastrzeżeniem warunku, co jest sprzeczne z art. 157 Kodeksu cywilnego. Stanowisko to długo było popierane przez Sąd Najwyższy.
2. Drugi pogląd uznaje takie przewłaszczenie za możliwe na gruncie polskich przepisów. Znalazł on poparcie w dwóch orzeczeniach Sądu Najwyższego z 29 maja 2000 r., III CKN 246/2000 oraz z 8 marca 2002 r., III CKN 748/2000, w których SN odrzucił założenie przyjmowane przez zwolenników pierwszego z przedstawionych stanowisk.

W przypadku uznania umowy przewłaszczenia nieruchomości na zabezpieczenie istniejącej wierzytelności potencjalnie istotne wydaje się ujawnienie roszczenia zwrotnego przewłaszczającego w księdze wieczystej.